# Estación Torinoki
La estación Torinoki (鳥ノ木駅 Torinoki-eki?) es una estación de la línea Yosan de la Japan Railways que se encuentra en la ciudad de Iyo de la prefectura de Ehime. El código de estación es el "U04".

## Estación de pasajeros
Cuenta con una plataforma, la cual posee un único andén (andén 1). 
Anteriormente la plataforma estaba disponible para sólo tres vagones, pero en el año 1997 se extendió hasta el largo de cuatro vagones y simultáneamente se reemplazaron las escaleras por rampas.

### Andén
| 1 | ● Línea Yosan | Hacia Matsuyama, Hōjō, Imabari, Nyūgawa y Saijō (los servicios rápidos no se detienen)   |
| 1 | ● Línea Yosan | Hacia Iyo, Uchiko, Nagahama, Yawatahama y Uwajima (los servicios rápidos no se detienen) |

## Alrededores de la estación
- Ruta Nacional 56
- Complejo Habitacional Torinoki (鳥ノ木団地 Torinoki-danchi?)

## Historia
- 1986: el 1° de noviembre se inaugura la estación Torinoki.
- 1987: el 1° de abril pasa a ser una estación de la división Ferrocarriles de Pasajeros de Shikoku de la Japan Railways.

## Estación anterior y posterior
- Línea Yosan 
  - Estación Iyoyokota (U03)  <<  Estación Torinoki (U04)  >>  Estación Ciudad de Iyo (U05)